# Roeselia snelleni
Roeselia snelleni är en fjärilsart som beskrevs av Butler 1878. Roeselia snelleni ingår i släktet Roeselia och familjen trågspinnare. Inga underarter finns listade.